# ヘイズ・ジョン
ヘイズ・ジョン（Jon Heese、1963年2月17日 - ）は、アメリカ合衆国及びカナダ出身の日本の政治家。茨城県議会議員（1期）。元茨城県つくば市議会議員（4期）。
1991年にカナダから来日し、英会話教師を経て、2008年10月のつくば市議会議員選挙で初当選した。

## 人物
カナダのサスカチュワン州出身。ヘイズが名字。2007年に日本に帰化した。欧米からの帰化者が日本の議会議員となるのは、ツルネン・マルティ（元神奈川県湯河原町議・元参議院議員）、ビアンキ・アンソニー（元愛知県犬山市議会議員）に続き3人目である。
イマジネリク有限会社の取締役、いばらき外国人懇談会のつくば代表委員をつとめる。
2014年12月、茨城県議会議員選挙につくば市選挙区（定数4）から無所属で立候補するも次点で落選した。2016年、つくば市議に3期目で当選した。
2022年12月、茨城県議会議員選挙につくば市選挙区（定数5）から立候補し、当選した。

## 略歴
- 1991年 - レジャイナ大学を卒業[4]。来日。
- 1998年 - 日本人女性と結婚[5]。
- 2007年 - 日本に帰化[5]。
- 2008年10月26日 - つくば市議会議員選挙初当選。得票数4,011票。定数33名中、第2位[6]。
- 2012年10月28日 - つくば市議会議員選挙再選。得票数5,607票。定数28名中、第1位。
- 2014年12月14日 - 茨城県議会議員選挙落選。得票数13,058票。定数4名中、第5位。
- 2016年11月13日 - つくば市議会議員選挙3選。得票数6,200票。定数28名中、第1位[7]。
- 2020年10月26日 - つくば市議会議員選挙4選。得票数5,216票。定数28名中、第1位。
- 2022年12月1日 - 茨城県議会議員選挙に立候補するためにつくば市議会議員を辞職[2]。
- 2022年12月11日 - 茨城県議会議員選挙初当選[8]。得票数9,515票。定数5名中、第4位。

## 映画出演
- 日本以外全部沈没（2006年、リバートップ） - ペピトーン元米大統領 役
- ギララの逆襲/洞爺湖サミット危機一発（2008年、松竹） - アース・バーガー米大統領 役